# یواس‌اس کمل (آی‌ایکس-۱۱۳)
یواس‌اس کمل (آی‌ایکس-۱۱۳) (به انگلیسی: USS Camel (IX-113)) یک کشتی بود که طول آن ۴۴۱ فوت ۶ اینچ (۱۳۴٫۵۷ متر) بود. این کشتی در سال ۱۹۴۳ ساخته شد.